# Shutter – Widmo (film 2004)
Shutter: Widmo – tajski horror zrobiony przez parę filmowców, którzy w chwili realizacji zdjęć nie mieli jeszcze ukończonych 25 lat.

## Fabuła
Film rozpoczyna się w chwili, gdy po wieczorze spędzonym w barze z przyjaciółmi młody fotograf Tun i jego dziewczyna Jane wracają do domu. Po drodze potrącają samochodem przechodzącą przez ulicę kobietę. Oboje są pod wpływem alkoholu i uciekają z miejsca wypadku. Jakiś czas później Tun, wywołując zdjęcia, dostrzega na jednym z nich dziwny cień. Początkowo myśli, że to wada kliszy, ale gdy przygląda mu się bliżej, zauważa, iż ów cień do złudzenia przypomina twarz kobiety, którą potrącił owej feralnej nocy. Niebawem przyjaciele Tuna zaczynają ginąć w tajemniczych okolicznościach…

## Obsada
- Achita Sikamana – Natre
- Panu Puntoomsinchal – Groom
- Unnop Chanpaibool – Tonn
- Achita Wuthinounsurasit – Netre
- Chachchaya Chalemphol – Tona Tonna
- Ananda Matthew Everingham – Tun
- Abhijati 'Meuk' Jusakul – redaktor gazety
- Natthaweeranuch Thongmee – Jane
- Binn Kitchachonpong – asystent redaktora
- Jitrada Korsangvichai – pielęgniarka
- Panitan Mavichak – Nuch
- Sivagorn Muttamara – Meng
- Saifon Nanthawanchal – panna młoda
- Kachomsak Naruepatr – Tee